# Jerry Sloan
Gerald Eugene „Jerry“ Sloan (* 28. März 1942 in McLeansboro, Illinois; † 22. Mai 2020 in Salt Lake City, Utah) war ein US-amerikanischer Basketballspieler und -trainer. Als Spieler war er zwischen 1965 und 1976 in der NBA aktiv. Anschließend war er 30 Jahre lang als Head Coach in der Liga tätig, davon 23 bei den Utah Jazz. 2009 wurde Sloan in die Naismith Memorial Basketball Hall of Fame aufgenommen.

## Karriere

### Spieler
Nach dem Studium an der University of Evansville wurde Sloan im NBA-Draft 1965 von den Baltimore Bullets an vierter Stelle ausgewählt. Nach einem Jahr wechselte er in Folge des Expansion Draft zu seinem Heimatverein, den Chicago Bulls. Sloan gehörte somit zu den ersten Spielern der Bulls. Dieser Tatsache verdankt Sloan auch den Spitznamen „The Original Bull“. Dort spielte er bis zu seinem Karriere-Ende 1976. In dieser Zeit galt Sloan als einer der besten Verteidiger der Liga und wurde 1967 und 1969 ins NBA All-Star Game berufen. Es folgten auch mehrere Berufungen ins NBA All-Defensive Team. Während seiner elfjährigen Profikarriere erzielte Sloan 14,0 Punkte, 7,4 Rebounds, sowie 2,5 Assists pro Spiel. Zu seinen Ehren zogen die Bulls seine Trikotnummer 4 zurück und vergeben diese seitdem nicht mehr an andere Spieler.

### Trainer
Nach Beendung seiner Spielerkarriere wurde Sloan zunächst Scout der Chicago Bulls, ehe er zum Assistenztrainer befördert wurde und anschließend von 1979 bis 1982 Cheftrainer der Bulls war. Er wurde jedoch nach einem enttäuschenden Start in die dritte Saison entlassen. Sloan wechselte 1984 zu den Utah Jazz und wurde Assistenztrainer unter Frank Layden. 1988 trat Sloan die Nachfolge von Layden als Headcoach der Jazz an.
Sloan formte die Mannschaft um Karl Malone und John Stockton zu einem Titelanwärter, doch erst 1997 gelang der Einzug in die NBA-Finals. Dort unterlag man Michael Jordans Chicago Bulls. Im Folgejahr trafen beide Teams sich erneut, mit dem gleichen Resultat. Die Stockton-Malone-Ära in Utah endete 2003, als Stockton seinen Rücktritt bekanntgab und Malone zu den Los Angeles Lakers wechselte. Sloan blieb in Utah und stand dort vor dem Neuanfang. Aber überraschend gelang den Jazz beinahe der Playoff-Einzug im Jahr 2004. Sloan wurde für diese Leistung beinahe zum „Trainer des Jahres“ ausgezeichnet, er unterlag in der Abstimmung aber knapp Hubie Brown. Trotz eines Neuaufbaus der Mannschaft und den daraus resultierenden ausbleibenden Erfolgen hielten die Jazz weiterhin zu Sloan. Mit den Verpflichtungen von Carlos Boozer und Deron Williams erreichten Sloan und die Jazz 2007 erneut die Playoffs.
Am 6. April 2009 wurde Sloan gemeinsam mit Michael Jordan, David Robinson und John Stockton in die Naismith Memorial Basketball Hall of Fame aufgenommen. Sloan zählt mit mehr als 1000 Siegen zu den erfolgreichsten Trainern in der NBA-Geschichte. In 18 seiner insgesamt 23 Trainerjahre zogen die Jazz in die Playoffs ein. Nach einer Reihe von Niederlagen im Laufe der Saison 2010/11 trat Sloan im Februar 2011 nach einer Niederlage gegen die Chicago Bulls von seinem Amt als Headcoach der Utah Jazz zurück. Nachfolger wurde sein Assistenztrainer und ehemaliger Jazz-Spieler Tyrone Corbin.

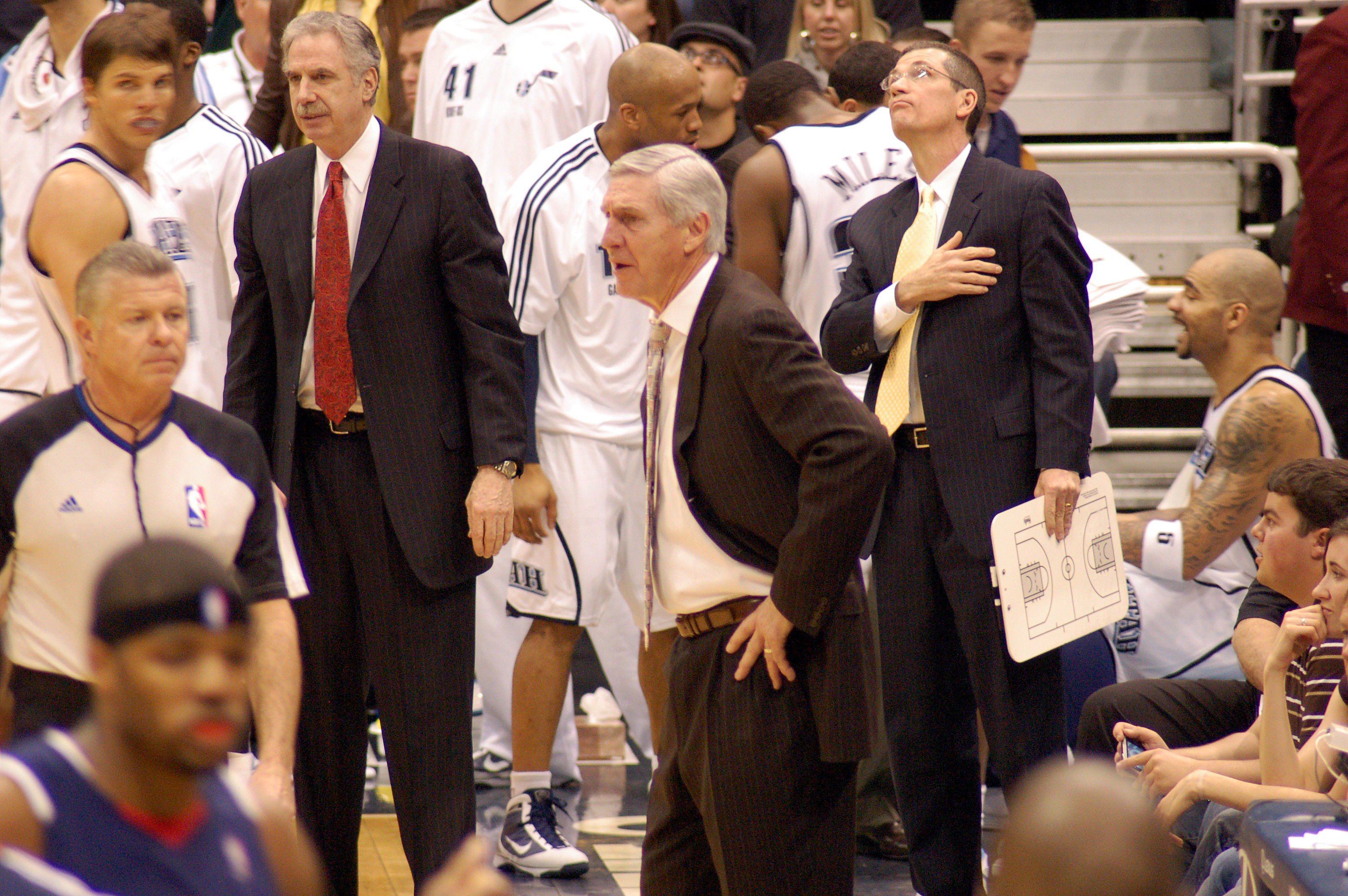
Sloan in seinem vorletzten Jahr als Trainer (2010)

Während des Sommers 2013 gab es immer wieder Spekulationen über eine Rückkehr Sloans als Trainer zu den Portland Trail Blazers, jedoch bewahrheiteten diese sich nicht. Sloan kehrte stattdessen in einer kleineren Rolle zu den Jazz zurück. Hierbei übernahm er Aufgaben in der Spielerentwicklung und Beratung. Am 31. Januar 2014 ehrten die Jazz Sloan mit einem Banner mit der Nummer 1223. Die Zahl 1223 ergibt sich aus der Summe aller Saison- und Playoffsiege, die Sloan mit den Jazz errungen hat.

## Erfolge und Auszeichnungen
- 2× NBA All-Star: 1967, 1969
- 4× NBA All-Defensive First Team: 1969, 1972, 1974, 1975
- 2× NBA All-Defensive Second Team: 1970, 1971
- Nr. 4 wird bei den Chicago Bulls nicht mehr vergeben
- Nr. 1223 wird bei den Utah Jazz nicht mehr vergeben[5]

## Persönliches
Im April 2016 gab Sloan in einem Interview mit dem Salt Lake Tribune bekannt, dass er an Parkinson und der Lewy-Körper-Demenz leidet. Sloan verstarb am 22. Mai 2020 im Alter von 78 Jahren an den Folgen seiner langjährigen Erkrankung.